# 레이밴
레이밴(Ray-Ban)은 안경과 선글라스를 제작하는 이탈리아의 글로벌 패션 브랜드이다.

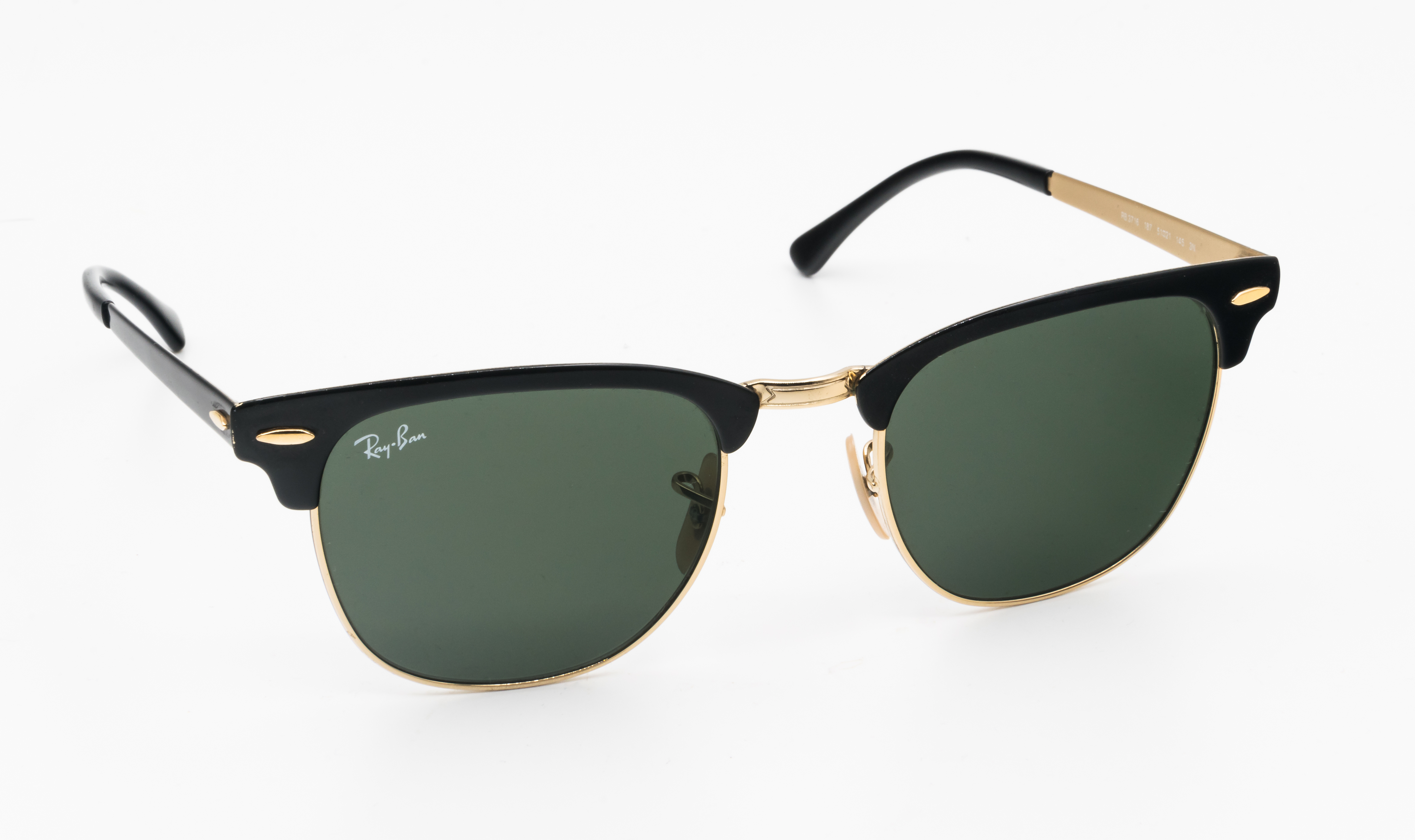
레이밴의 선글라스

## 개요
1937년에 미국 공군의 의뢰로 미국 국적 기업인 바슈롬(Bausch & Lomb)을 설립하면서 레이밴 브랜드가 등장하였다. 1999년에 이탈리아의 룩소티카(Luxottica)에 매각되어 현재 룩소티카 그룹의 주력 브랜드로 바뀌었다.